# Эльмигер, Мартин
Мартин Эльмигер (нем. Martin Elmiger, род. 23 сентября 1978 в Хаме, Швейцария) — швейцарский профессиональный шоссейный велогонщик. Многократный чемпион Швейцарии в групповой гонке (2001, 2005, 2010 и 20147 годов). Участник летних Олимпийских игр 2004 и 2012 годов.

## Победы
| 2000 - Тур водохранилища Клингау 2001 - Чемпион Швейцарии в групповой гонке 2002 - Круг Гечо 2003 - Гран-при кантона Аргау 2004 - Тур Лангедока — Русильона — этап 3 2005 - Чемпион Швейцарии в групповой гонке - Вуэльта Каталонии — этап 1 (ТТТ) 2007 - Тур Даун Андер — генеральная классификация - Гран-при Исберга 2008 - Чемпионат Швейцарии в групповой гонке — 2-е место - Тур Пикардии — этап 2 и 3-е место в общем зачёте | 2010 - Чемпион Швейцарии в групповой гонке - Гран-при Соммы - Четыре дня Дюнкерка — этап 4 и генеральная классификация 2013 - Чемпионат Швейцарии: - групповая гонка — 2-е место - индивидуальная гонка на время — 2-е место - Тур Лимузена — этап 1 и генеральная классификация - Тур Британии — очковая классификация и 2-е место в общем зачёте 2014 - Чемпион Швейцарии в групповой гонке |

## Статистика выступлений наГранд Турах
| Гранд Тур | 2004 | 2005 | 2006 | 2007 | 2008 | 2009 | 2010 | 2011 | 2012 | 2013 | 2014 |
| --------- | ---- | ---- | ---- | ---- | ---- | ---- | ---- | ---- | ---- | ---- | ---- |
| Джиро     | -    | -    | 80   | -    | -    | -    | -    | -    | -    | -    | -    |
| Тур       | 108  | -    | -    | 74   | 71   | -    | 75   | -    | -    | -    | 75   |
| Вуэльта   | -    | 86   | -    | -    | -    | -    | -    | -    | -    | -    | -    |